# Laserzündung
Die Laserzündung stellt ein neuartiges Zündsystem für Verbrennungsmotoren dar, dessen Prinzip darin besteht, den Strahl eines gepulsten Lasers mittels geeigneter Linsenoptik innerhalb eines brennbaren Gemisches im Verbrennungsraum derart zu fokussieren, dass das entstehende Plasma das Kraftstoff-Luft-Gemisch entzündet und so eine herkömmlich Zündkerze ersetzen kann.

## Vorteile der Laserzündung
Der Grund für die Suche nach alternativen Zündquellen, insbesondere für stationäre Gasmotoren im MW-Leistungsbereich, liegt in dem Ziel, den immer strenger werdenden Emissionsrichtlinien gerecht zu werden und dem steigenden Primärenergieverbrauch entgegenzuwirken. Aus motortechnischer Sicht bedeutet das eine Erhöhung des thermodynamischen Wirkungsgrades bei einer möglichst stickoxidarmen Verbrennung des Brennstoffes. Der Wirkungsgrad eines Verbrennungsmotors steigt mit dem Verdichtungsverhältnis ε und der Luftzahl λ an. Eine Verbrennung unter Luftüberschuss (hohes λ) hat eine geringere Flammentemperatur und somit auch eine reduzierte NOx–Bildung zur Folge. Motoren, die dieses Konzept verfolgen, werden hochaufgeladene Magermotoren genannt.
Eine Erhöhung des Verdichtungsverhältnisses impliziert gleichzeitig eine Erhöhung des Zünddruckes und dies hat bei konventionellen elektrischen Zündsystemen wiederum eine erhöhte Durchbruchspannung zur Folge. Diese, laut dem Paschen-Gesetz erhöhte Spannung resultiert in einer stärker ausgeprägten Elektrodenerosion, welche die Lebensdauer einer Kerze drastisch reduziert. Außerdem sind extrem magere Kraftstoffgemische ausgesprochen zündunwillig und benötigen daher geometrisch optimale Zündverhältnisse, die durch die elektrische Funkenzündung nicht gewährleistet werden können. In diesem Falle bietet die Laserzündung als neues innovatives Konzept gegenüber der konventionellen elektrischen Zündung eine Reihe vielversprechender Vorteile:
- Zündung extrem magerer Gemische möglich → erniedrigte Flammentemperatur → Reduktion der NOx-Emissionen
- Keine Elektroerosionseffekte an der Zündkerze → längere Lebensdauer
- Höhere Verdichtungsverhältnisse möglich → Steigerung des Wirkungsgrades → Senkung des Verbrauchs
- Beliebige Wahl des Fokus → in der Nähe des Zentrums des Verbrennungsraumes möglich um eine optimale Flammenentwicklung zu gewährleisten.
- Keine Flammenauslöschungseffekte (Quenching) an den Elektroden der Zündkerze → Zündung magerer Gemische möglich.

## Technische Anforderungen
Die minimale Plasmaenergie, das Analogon zur Durchbruchspannung, nimmt mit steigendem Druck ab. Die Plasmabildung bei der Laserzündung basiert auf dem Phänomen des nicht-resonanten Durchbruches (d. h. die zu zündenden Gasgemische absorbieren die Laserstrahlung nicht), wofür optische Intensitäten von etwa 1011 W/cm2 notwendig sind. Im Allgemeinen kann eine solche Intensität durch Fokussierung von Pulsen mit Impulsenergien von einigen mJ und Impulsdauern von einigen ns erreicht werden. Um jedoch eine zuverlässige Entzündung des Gemisches zu garantieren, muss die Impulsenergie des Laserstrahls über der minimalen Zündenergie des Brennstoff-Luft Gemisches liegen. Im Detail gesehen, hängt die minimale Impulsenergie stark von der Temperatur und der Luftzahl ab und liegt in der Größenordnung von 8 bis 12 mJ.
Für eine zuverlässige Verbrennung müssen nun beide Bedingungen (Plasma- und Zündenergie) erfüllt sein. Der Zündlaser muss neben der zu fordernden Ausgangsleistung von über 10 mJ bei Dauern von ~1 ns auch in einer kompakten, robusten und kostengünstigen Ausführung gefertigt werden. Detaillierte Aspekte der Laserzündung und deren Anwendung finden sich in
.

## Weitere potenzielle Anwendungsgebiete der Laserzündung
Laserzündung ist auch in der Raumfahrt für Lageregelungstriebwerke und Flüssigkeitsraketentriebwerke von großem Interesse, da derzeitige Zündsysteme auf selbstentzündlichen giftigen Treibstoffen wie Hydrazin oder Stickstofftetroxid basieren oder schwerer und komplexer sind aufgrund von zusätzlicher Treibstoffversorgung und Ventilen. Der Trend in Richtung „green propellants“ (z. B. Ethanol-Sauerstoff) impliziert ein Zündsystem. Aufgrund der elektromagnetischen Interferenz sind konventionelle elektrische nur bedingt interessant.
Des Weiteren gibt es bereits Untersuchungen über Laserzündung von Gasturbinen.